# Georges-Adrien Crapelet
Georges-Adrien Crapelet, född den 15 juni 1789 i Paris, död den 11 december 1842 i Nizza, var en fransk boktryckare. Han var son till Charles Crapelet.
Crapelet utvidgade betydligt faderns företag och lämnade mönstergilla upplagor av franska författare. Genom sin Collection des anciens monuments de 1'histoire et de la langue française (1816–1830) gjorde han sig högt förtjänt om den fornfranska litteraturen.